# فرودگاه اسپلایو
فرودگاه اسپلایو (به انگلیسی: Spilve Airport) یک فرودگاه غیرنظامی با کد یاتا None است که یک باند فرود آسفالت دارد و طول باند آن ۱۶۵۰ متر است. این فرودگاه در شهر ریگا کشور لتونی قرار دارد و در ارتفاع ۱٫۶ متری از سطح دریا واقع شده است.